# سوجو (مشروب كحول)

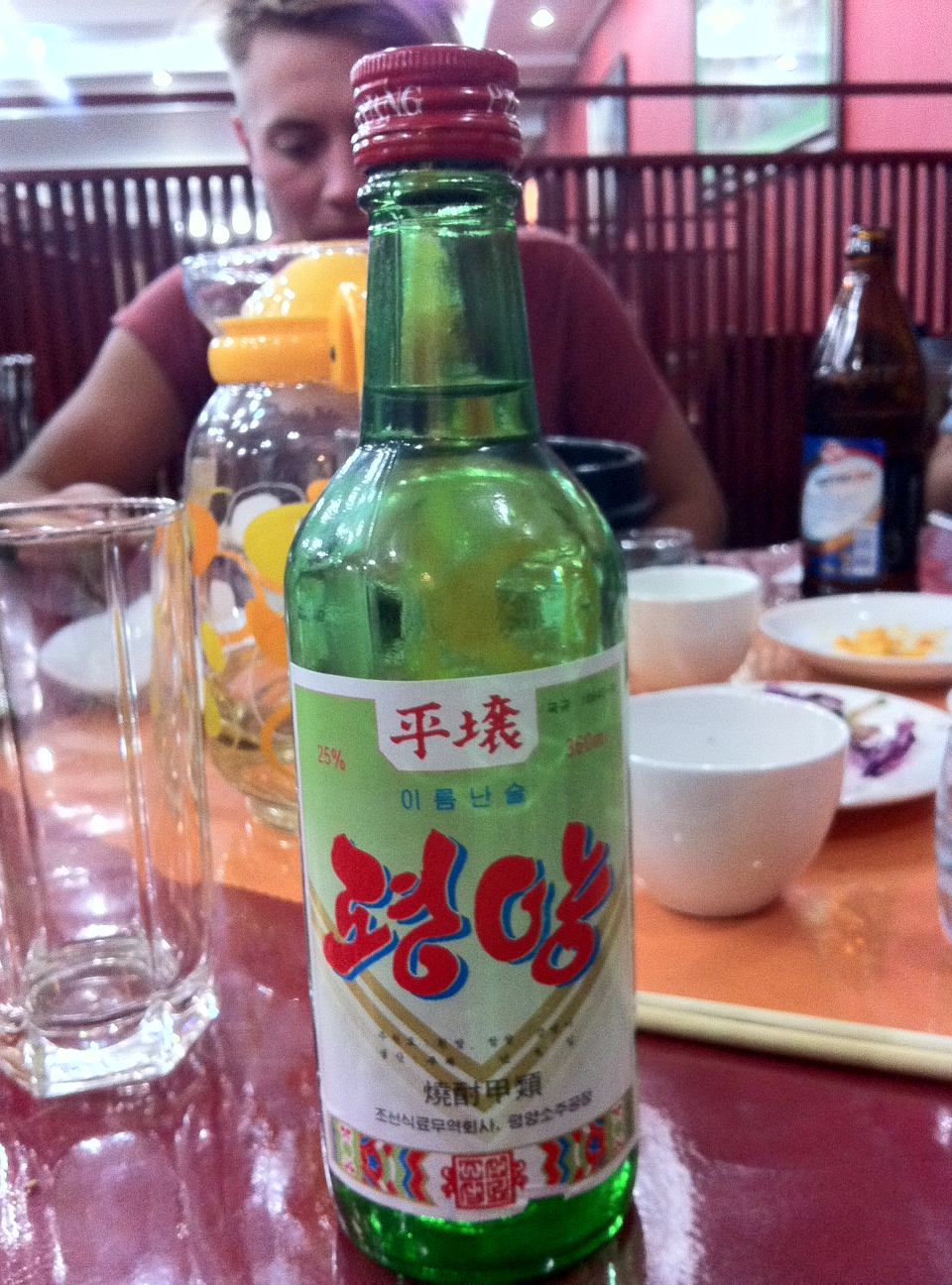
مشروب السوجو بكوريا الشمالية

السوجو (بالهانغول 소주 ؛ بالهانجا燒酒) مشروب كحولي مقطر من أصل كوري. يصدر إلى 80 بلدا وتبلغ تكلفة زجاجة نموذجية منه بحجم 375 مل المستهلك مابين 1000 إلى 3000 وون كوري جنوبي في كوريا الجنوبية (حسب العلامة التجارية)  كما أن معظم ماركات السوجو الحديثة تأتي تحديدا ًمن دولة كوريا الجنوبية حيث تعتبر العلامتان التجاريتان «جينرو» و«لوت» أكبر العلامات التجارية لبيع السوجو في العالم. سنة 2002 وحسب الإحصائيات تعتبر حصة كحول السوجو الأعلى  في سوق الكحول المخفف إذ حصل المشروب على المرتبة الأولى  في سجلات السوق العالمية لبيع الكحول المخففة. وحالياً يعتبر نبيذ السوجو واحداً من الابتكارات الحديثة المشتقة من هذا المشروب.

## أصل الكلمة
ٱختلف علماء اللغة في أصل الكلمة بين من يرى أن كلمة سوجو (燒酒) يمكن أن تأتي من نطق الكورية المشتق من الصينية (燒酒 بينيين = ساوجيو)، والتي تعني حرفيا «الخمور المحروقة»، وبين من يرى أنها يمكن أن تكون ناتجة عن أوجه التشابه مع الخمر الياباني (焼酎 شوتشو وتعني «الخمور المقطرة»). في عام 2008 دخلت كلمة سوجو في قاموس ميريام ويبستر للغة الإنجليزية الذي يبين تاريخ الكلمة منذ أول ظهور لها سنة 1978 في المعجم الإنجليزي الأمريكي 

## تاريخ السوجو

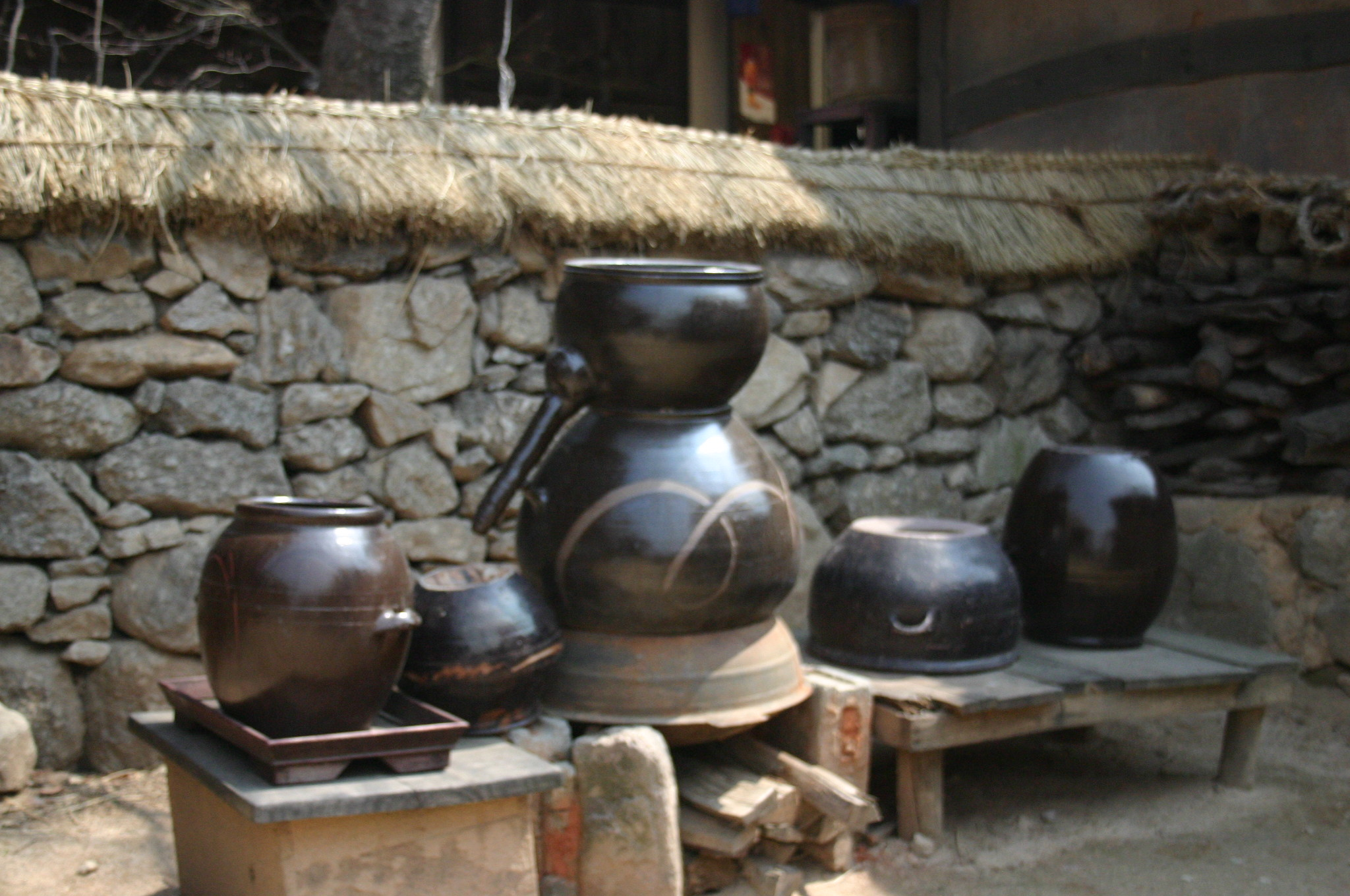
الأدوات المستخدمة في تصنيع مشروب السوجو

تم تقطير السوجو لأول مرة خلال الغزو المغولي لكوريا إبان نهاية القرن 13، وكان المغول قد حصلوا على تقنية التقطير من طريقة ٱستخلاص مشروب العرق المشهور لدى الفُرْسْ (إيران) في العالم الإسلامي  خلال غزوهم لكل من آسيا الوسطى والشرق الأوسط عام 1256، ثم أُعطيت التقنية بعد ذلك للكوريين الذين بدأوا التقطير في مدينة كايسونغ (개성특급시) بكوريا الشمالية وكنوع من الامتنان أطلقت المدينة ٱسم «العرق جو» (아락 주) على مشروب ال«سوجو» الذي تنتجه.
في عام 1965 حتى عام 1999، عانى المزارعون في كوريا من حدة نقص الأرز فلجأت الحكومة الكورية للتخفيف من الأمر بمنع التقطير التقليدي لمشروب السوجو من حبوب الأرز المخمرة. ليبدأ المصنعون بتعويض الأرز بالإيثانول المقطر من النشويات كالبطاطا الحلوة أوالتابيوكا ومزجه مع الماء، والتوابل، والمحليات لصنع مشروب السوجو. وعلى الرغم من رفع الحكومة الكورية للحظر بعد ذلك إلا أن السوجو رخيص الثمن والجودة ما زال يصنع بهذه الطريقة.
ٱستأنفت العديد من المناطق تقطير السوجو من الحبوب. ويعتبر مشروب السوجو بمدينة أندونج في كوريا الجنوبية والمصنع بالتقنية الحرفية اليدوية التقليدية الأكثر شهرة إذ تصل نسبة مؤشره الكحولي ٪45 في الحجم.

## طريقة صنع السوجو
لطالما كان مشروب السوجو قديماً يصنع بطريقة تقليدية من الأرز المقطر، لكن حاليا أصبحت معظم العلامات التجارية الكبرى تستبدل الأرز أو تخلطه مع مصادر أخرى من النشويات مثل البطاطس، والقمح، والشعير، والبطاطا الحلوة أو التابيوكا (وتسمى دانجميل باللغة الكورية).

## كيفية إنتاج السوجو وخصائصه

### الخصائص
السوجو مشروب فاتح وعديم اللون إذ يختلف لونه حسب طريقة صنعه كما أن محتوى الكحول يتراوح عادة حسب الحجم ما بين ٪16٫7 و ٪45 لكن بٱعتباره مشروباً كحوليا مخففاً فإن نسبة ٪20 تبقى النسبة التقليدية الأكثر شيوعا. مذاق مشروب السوجو مشابه للفودكا لكن أكثر تخفيفاً وليونة قليلا بسبب السكر المضافة في عملية التصنيع.

### كيفية الإنتاج
هناك طريقتان مختلفتان لإنتاج مشروب السوجو وهما إما طريقة التقطير الكلاسيكية حيث يستخدم أسلوب واحد لتقطير المشروب وإما الطريقة الحديثة التي يستخدم فيها أسلوب التقطير بالألات أو المتسلسل لإنتاج السوجو المخفف. في الطريقة الأولى يحتوي السوجو المقطر عادة على مؤشر كحول عالٍ يتراوح مابين ٪30 و ٪35 ورائحة قوية مقارنة بالسوجو المخفف في الطريقة الثانية الذي يحتوي على رائحة خفيفة ومؤشر يتراوح مابين ٪21 و ٪30.
ورغم أن الحكومة الكورية قد حددت نسبة كحول أقل من ٪35 بالنسبة للسوجو المخفف، [ بحاجة لمصدر ] إلا أن المصنعين ومن أجل خفض تكاليف الإنتاج استمروا بتخفيض مستويات الكحول إذ بالنسبة لهم كلما كان تركيز الكحول أقل كلما زادت نسبة ٱستهلاكه بشكل معتدل وزاد زبائنه.

### أداب شرب السوجو
يعتبر السوجو من المشروبات الكحولية الأكثر شهرة في كوريا لذلك فقد ٱكتسب قيمة وٱحتراماً لدى الكوريين، فعادة ما يتم شربه في جماعات أو أثناء وجبات الطعام الجماعية. ويعتبر ضد العرف والتقاليد المحلية أن يصب الشخص المشروب بنفسه، إذ تجري العادة أن يتم تقديم كوب من السوجو من قبل شخص أخر على الطاولة وذلك للحفاظ على روح الصداقة الحميمة.
في الثقافة الكورية، يعتبر ٱستخدام كلتا يديه لإعطاء أوتلقي شيء وٱحترام المسنين أو الأكبر سناً من الأداب العامة للتربية. فإذا كان ينبغي تقديم الشراب من قبل شخص مسن أو أكبر سناً، وجب على المتسلم إمساك الكأس بكلتا يديه لإظهار الامتنان والاحترام، كذلك الأمر إذا أراد أحد تقديم الشراب لشخص أكبر سناً، أن يمسك الزجاجة بكلتا يديه.
تعتبر من تقاليد العرف لدى الكوريين أنه عندما يقدم الشراب، يجب وضع الكوب باليد اليسرى وأخذه وشربه باليد اليمنى. وإذا كان هناك حفل عشاء مع ضيوف مسنين أو أكبر سناً فمن التقاليد العرفية كذلك أن يشرب الشخص الأصغر سنا كأسه أولاً.
عند الرغبة في تقديم الشراب، فالعادة تقتضي الإمساك بالزجاجة باليد اليمنى مع لمس الذراع أو الكوع. ويرجع السبب لدى الكوريين إلى محاولتهم الإبقاء على أكمام هانبوڭ' بعيدة كي لا تلامس المائدة أو الطعام. 
كثيرا ما يدعو الكوريون الضيوف الآخرين لتحدي ال«طلقة الواحدة»، وهو تحدي يقوم على أساس شرب كأس من المشروب جرعة واحدة. لا يجوز ملئ كوب شخص ما بالمشروب وكوبه لا زال ممتلئاً كما يعتبر من الوقاحة عدم إعادة ملء كوب الضيف إذا كان فارغاً.

## العلامات التجارية الكبرى
أكبر شركة لتصنيع سوجو هي العلامة التجارية جينرو (76 مليون زجاجة سوجو بيعت خلال عام 2008). ويعتبر حاليا (الشاميزول سوجو (참 이슬) «الندى الحقيقي»)، الذي تنتجه العلامة التجارية جينرو المشروب الأكثر شعبية [ بحاجة لمصدر ]، لكن في الأونة الأخيرة قامت بعض العلامات التجارية برفع شعبيتها التنافسية وحصتها في السوق مثل:
ـــ مشروب سوجو («شوم شروم» (처음 처럼) يعني «مثل المرة الأولى») التابع للعلامة التجارية لوت بي جي (롯데).
ـــ مشروب سوجو "(جويون داي (좋은 데이) يعني "يوم جيد") التابع للعلامة موهاك (무학).
ومع ذلك، فإن العلامات التجارية الأكثر شعبية تختلف حسب المنطقة. 
ففي مدينة بوسان يعتبر سوجو سي وان (시원 소주) العلامة التجارية المحلية والأكثر شعبية. أما في منطقة "جولا نام دو" فيعتبر مشروب إبسايجو (잎새주) يعني "كحول الأوراق") الأكثر شعبية. أما منطقة دايجو العاصمة فتتوفر على مصنعها الخاص بتصنيع السوجو وهي شركة كوم بوك جو صاحبة العلامة التجارية الشعبية شام (참) أما في شمال نفس المحافظة، فيعتبر سوجو أندونج واحداً من أواخر مشروبات السوجو المقطرة بالطريقة التقليدية الكورية المتبقية لنفس العلامة التجارية. في مقاطعة جيجو دو الخاضعة للحكم الذاتي، يعتبر "سوجو هالاسان" المشتق ٱسمه من الجبل الرئيسي للجزيرة "جبل هالا" العلامة التجارية الأكثر شيوعا. أما في كل من جيونج سانج نام دو وأولسان، فإن مشروب سوجو "(جويون داي (좋은 데이) يعني "يوم جيد") التابع للعلامة موهاك (무학) في تشانغوون الأكثر شعبية. [ بحاجة لمصدر ] لكن بمجرد عبور الحدود الشمالية لأولسان نحو جيونجو في جيونجسانجبك دو'''' ، فإن سوجو شاميزول وشام الأكثر شعبية [ بحاجة لمصدر ].

## السوجو في العالم

### كوريا
على الرغم من ٱكتساب المشروبات الكحولية كالبيرة، والويسكي، والنبيذ شعبية في كوريا خلال السنوات الأخيرة، إلا أن مشروب السوجو لا زال يعد المشروب الكحولي الأول والأكثر شعبية في كوريا بسبب سعره المنخفض نسبيا وسهولة توفره. إذ في عام 2004 تم ٱستهلاك أكثر من 3 مليارات زجاجة سوجو في كوريا الجنوبية، أما في عام 2006 فقد أشارت التقديرات أنه في تلك السنة فقط تم ٱستهلاك 90 زجاجة من السوجو في كوريا عند كل شخص متوسط البلوغ (أي البالغ أكثر من 20 سنة) مما يجعل من السوجو مشروباً وطنياً بكوريا (مصدر).

### كندا
تسيطر الحكومة الكندية في كندا على توزيع المشروبات الكحولية. في ولاية أونتاريو يزود مجلس مراقبة الخمور التابع للولاية، المخازن الكبرى التي تتوفر على رخص لبيع الخمور الأجنبية كالسوجو. إذ يمكن إيجاد ثلاثة أنواع مختلفة وهي سوجو الشاميزول الطازج التابعة للعلامة التجارية الكبرى جينرو، وسحر السوجو التابع لشركة كوم جو بوك كو، وسوجو كول شوم شروم التابع للعلامة التجارية الثالثة عالمياً لوت. وبالرغم من أن مشروب السوجو ليس متوفراً في كل مؤسسات مجلس مراقبة الخمور بولاية أنتاريو إلا أنه تقريبا متوفر في جميع المطاعم الكورية، كما توجد هناك مطاعم كورية تصنع مشروب السوجو المخفف الخاص بها بوصفتها الخاصة.
بسبب فائض الحبوب وشعبية السوجو المتزايدة لجأت الحكومة الكندية مؤخرا لإنتاج السوجو الكندي المحلي المقطر بطريقة الإنتاج التقليدية لكن بٱستخدام مكونات محلية (كالشعير المزروع في كندا) والذي بدأوا بتوزيعه في جميع أنحاء البلاد. تُكلف زجاجة نموذجية من السوجو من حجم 375 مل المستهلك مابين 1000 إلى 3000 ون كوري جنوبي في كوريا الجنوبية (أي ما بين دولار إلى $3 دولارات كندية). كما يكلف السوجو أكثر من التعريفات الجمركية والضرائب غير المباشرة المضافة إلى سعر التكلفة الأصلي أي مابين $5٫50 إلى $9٫25 (حسب العلامة التجارية).

### أمريكا
في الولايات المتحدة الأمريكية وتحديدا ولايتي كاليفورنيا ونيويورك تم إعفاء مشروب السوجو من قوانين ترخيص الخمور الخاص بتنظيم بيع المشروبات الروحية المقطرة، مما يسمح للشركات الحاصلة على رخصة بيع البيرة أو النبيذ ببيعه دون الحاجة للحصول على ترخيص أكثر تكلفة يكون في الغالب مطلوباً لمشروبات روحية أخرى مقطرة، والشرط الوحيد لذلك هو أن يُعرف السوجو في الزجاجة بٱسمه الحقيقي «سوجو الكوري» وأن يحتوي على مؤشر كحولي أقل من ٪25، بسبب هذه السياسة التي نهجتها الولايات المتحدة الأمريكية ظهرت أصناف متعددة من المشروبات الروحية المقطرة المشابهة للسوجو أو المزورة، كما أن بعض الشركات المصنعة للمشروبات الروحية المقطرة المشابهة للسوجو مثل مشروب شوتشو الياباني، بدأت ببيع منتجاتها في تلك المناطق على أساس أنها سوجو كوري.

## كوكتيلات السوجو
يعتبر السوجو مشروباً تقليديا يتم ٱستهلاكه على التوالي، لذلك فقد أصبح يستخدم كقاعدة أساسية في تصنيع بعض الأنواع من الكوكتيلات والمشروبات المختلطة التي أصبحت شعبية مثل:
ـ السوجو المنكه : ويحصل عليه بمزج الفواكه في شكل «ذائب» مع مشروب السوجو وشربه.
ـ سوجو الزبادي (요구르트 소주) : هو مزيج من مشروب السوجو، واللبن الزبادي، وصودا الجير الليمون.
ـ سومايك (소맥) : مشروب يمكن صنعه بمزج مايكجو (الاسم الكوري للبيرة (맥주 البيرة)) والسوجو، سمي «سومايك» من بدايات الكلمات المكون للمشروب سوجو (سو) ومايكجو (مايك).
ـ پوكتانجو (폭탄주) («مشروب القنبلة») : ويتكون من جرعة من مشروب السوجو مع نصف لتر من البيرة (مشابه لل المراجل)؛ ويشرب بسرعة وجرعة واحدة. وهو مشروب مماثل لمشروب القنبلة لدى اليابانيين.
ـ كوكتيل كوجينكامراي (고진감래) : طريقة صنعه مشابهة لمشروب «پوكتانجو» لكن مع ٱضافة مشروب الكولا (جرعة من مشروب السوجو، جرعة من مشروب الكولا، ونصف لتر من مشروب البيرة).
- الثلج القاتل  هو كوكتيل يحتوي على سوجو الشعبي وتتكون من 1 أوقية. من سوجو، 1 أوقية من عصير الليمون الوردي، و 1 أوقية من مزيج الحامض ممزوجة بكوب من الويسكي يقدم الكوب من المشروب مزيناً بالخيار.